# El Sabino, Uruapan
El Sabino är en ort i Mexiko.   Den ligger i kommunen Uruapan och delstaten Michoacán de Ocampo, i den södra delen av landet, 300 km väster om huvudstaden Mexico City. El Sabino ligger 934 meter över havet och antalet invånare är 627.
Terrängen runt El Sabino är lite bergig. Runt El Sabino är det ganska tätbefolkat, med 222 invånare per kvadratkilometer. Närmaste större samhälle är Uruapan, 15,9 km nordväst om El Sabino. I omgivningarna runt El Sabino växer huvudsakligen savannskog.